# دريك جنسن
دريك جنسن هو كاتب أغاني ومغني كندي، ولد في 15 أبريل 1970 في Glace Bay ‏ في كندا.

## وصلات خارجية
- الموقع الرسمي
- دريك جنسن على موقع ميوزك برينز (الإنجليزية)
- دريك جنسن على موقع ديسكوغز (الإنجليزية)